# Симон Модест Остапович
Модест Остапович Симон (18 грудня 1906, село Тетірка Волинської губернії, тепер Житомирського району Житомирської області — 5 квітня 1976, місто Новосибірськ, тепер Російська Федерація) — радянський діяч, директор Сибірського науково-дослідного інституту тваринництва, кандидат сільськогосподарських наук, член-кореспондент ВАСГНІЛ (1956). Депутат Верховної ради СРСР 3-го скликання.

## Біографія
Народився в селянській родині. У 1922 році закінчив сім класів середньої школи. У 1923 році вступив до комсомолу, обирався членом Пулинського районного комітету комсомолу на Житомирщині.
З 1924 року навчався в зоотехнікумі. Член ВКП(б) з 1926 року.
Після закінчення зоотехнікуму деякий час працював у тваринництві.
У 1931 році закінчив Полтавський інститут свинарства. З 1931 по 1933 рік навчався в аспірантурі при Полтавському науково-дослідному інституті свинарства.
У 1933—1943 роках — завідувач відділу свинарства Сибірського науково-дослідного інституту тваринництва в Новосибірську.
У 1943—1952 роках — директор Сибірського науково-дослідного інституту тваринництва.
У 1952—1954 роках — 1-ий заступник голови виконавчого комітету Новосибірської обласної ради депутатів трудящих.
У 1954—1969 роках — директор Сибірського науково-дослідного інституту тваринництва.
У 1969—1973 роках — начальник відділу свинарства Сибірського науково-дослідного та проєктно-технологічного інституту тваринництва.
Обирався головою Новосибірського обласного науково-технічного товариства сільського господарства, входив до об'єднаної навчальної ради з біологічних наук Сибірського відділення АН СРСР. Опублікував понад 120 наукових праць. Займався селекцією. Вивів дві породи свиней: сибірську північну та сибірську чорно-строкату.
Помер 5 квітня 1976 року в місті Новосибірську.

## Основні праці
- Виведення нової породи свиней для північних районів Сибіру/Співавт. І. Скорик; НКЗ СРСР. Сиб. НДІ тваринництва. Новосибірськ, 1938.
- Сибірська північна порода свиней / Сиб. НДІ тваринництва. М.: Сільгоспгіз, 1945.
- Як збільшити виробництво свинини. Новосибірськ: Кн. вид-во, 1955.
- Система тваринництва по зонах Новосибірської області. Новосибірськ: Кн. вид-во, 1958.
- Сибірська чорно-строката породна група свиней / Співавт. П. Терницький. Новосибірськ: Кн. вид-во, 1962.

## Нагороди
- три ордени Трудового Червоного Прапора
- орден «Знак Пошани»
- медаль «За доблесну працю у Великій Вітчизняній війні 1941—1945 рр.»
- медаль «За освоєння цілинних земель»
- Мала золота медаль Всесоюзної сільськогосподарської виставки
- медалі
- Сталінська премія ІІІ ст. (1952) — за виведення та вдосконалення сибірської північної породи свиней